# Международный институт сварки
Международный институт сварки (МИС, IIW) - международное научное и инженерное учреждение, занимающееся вопросами сварки, пайки и родственных технологий. В его состав входят национальные сварочные общества со всего мира. Институт основан в 1948 году 13 национальными обществами. К 2016 году в его состав вошли 59 национальных сварочных обществ.
Штаб квартира организации находится в Париже, Франция.

## Структура
Генеральная Ассамблея национальных сварочных обществ определяет политику института, избирает президента и Совет директоров. Постоянный секретариат занимается обычной повседневной деятельностью и поддерживает контакты с другими международными организациями.
В состав института входит ряд технических комиссий, каждая из которых охватывает широкую область сварочной науки и техники. В некоторых из них существует ряд технических подкомиссий, каждая из которых занимается более узкими вопросами сварки.  МИС участвует в Международной организации по стандартизации (ИСО) сварки и родственных процессов. Международный институт сварки подготовил в общей сложности 21 стандарт ISO.

## Публикации
Институт издает  раз в два месяца международный научно-технический журнал Welding in the World (В мире сварки).

## Внешние ссылки
- http://www.iiwelding.org/ : сайт IIW
- Chris Farrar. Overview of the IIW - What it is and what we do (PDF). The Welding Institute. Дата обращения: 24 июня 2016. Архивировано из оригинала 27 сентября 2011 года.